# Danh sách tiểu hành tinh: 24601–24700
| Tên                 | Tên đầu tiên | Ngày phát hiện       | Nơi phát hiện           | Người phát hiện                                        |
| ------------------- | ------------ | -------------------- | ----------------------- | ------------------------------------------------------ |
| 24601 Valjean       | 1971 UW      | 16 tháng 10 năm 1971 | Hamburg-Bergedorf       | L. Kohoutek                                            |
| 24602 Mozzhorin     | 1972 TE      | 3 tháng 10 năm 1972  | Nauchnij                | L. V. Zhuravleva                                       |
| 24603 Mekistheus    | 1973 SQ      | 24 tháng 9 năm 1973  | Palomar                 | C. J. van Houten, I. van Houten-Groeneveld, T. Gehrels |
| 24604 -             | 1973 SP4     | 27 tháng 9 năm 1973  | Nauchnij                | L. I. Chernykh                                         |
| 24605 Tsykalyuk     | 1975 VZ8     | 8 tháng 11 năm 1975  | Nauchnij                | N. S. Chernykh                                         |
| 24606 -             | 1976 QK2     | 20 tháng 8 năm 1976  | El Leoncito             | Félix Aguilar Observatory                              |
| 24607 Sevnatu       | 1977 PC1     | 14 tháng 8 năm 1977  | Nauchnij                | N. S. Chernykh                                         |
| 24608 Alexveselkov  | 1977 SL      | 18 tháng 9 năm 1977  | Nauchnij                | N. S. Chernykh                                         |
| 24609 Evgenij       | 1978 RA2     | 7 tháng 9 năm 1978   | Nauchnij                | T. M. Smirnova                                         |
| 24610 -             | 1978 RA10    | 2 tháng 9 năm 1978   | La Silla                | C.-I. Lagerkvist                                       |
| 24611 Svetochka     | 1978 SH3     | 16 tháng 9 năm 1978  | Nauchnij                | L. V. Zhuravleva                                       |
| 24612 -             | 1978 UE6     | 27 tháng 10 năm 1978 | Palomar                 | C. M. Olmstead                                         |
| 24613 -             | 1978 VL3     | 7 tháng 11 năm 1978  | Palomar                 | E. F. Helin, S. J. Bus                                 |
| 24614 -             | 1978 VY3     | 7 tháng 11 năm 1978  | Palomar                 | E. F. Helin, S. J. Bus                                 |
| 24615 -             | 1978 VO5     | 7 tháng 11 năm 1978  | Palomar                 | E. F. Helin, S. J. Bus                                 |
| 24616 -             | 1978 VC9     | 7 tháng 11 năm 1978  | Palomar                 | E. F. Helin, S. J. Bus                                 |
| 24617 -             | 1978 WU      | 29 tháng 11 năm 1978 | Palomar                 | S. J. Bus, C. T. Kowal                                 |
| 24618 -             | 1978 XD1     | 6 tháng 12 năm 1978  | Palomar                 | E. Bowell, A. Warnock                                  |
| 24619 -             | 1979 DA      | 26 tháng 2 năm 1979  | Kleť                    | A. Mrkos                                               |
| 24620 -             | 1979 MO2     | 25 tháng 6 năm 1979  | Siding Spring           | E. F. Helin, S. J. Bus                                 |
| 24621 -             | 1979 MS4     | 25 tháng 6 năm 1979  | Siding Spring           | E. F. Helin, S. J. Bus                                 |
| 24622 -             | 1979 MU5     | 25 tháng 6 năm 1979  | Siding Spring           | E. F. Helin, S. J. Bus                                 |
| 24623 -             | 1979 MD8     | 25 tháng 6 năm 1979  | Siding Spring           | E. F. Helin, S. J. Bus                                 |
| 24624 -             | 1980 FH4     | 16 tháng 3 năm 1980  | La Silla                | C.-I. Lagerkvist                                       |
| 24625 -             | 1980 PC3     | 8 tháng 8 năm 1980   | Siding Spring           | Royal Observatory Edinburgh                            |
| 24626 Astrowizard   | 1980 TS3     | 9 tháng 10 năm 1980  | Palomar                 | C. S. Shoemaker, E. M. Shoemaker                       |
| 24627 -             | 1981 DT3     | 28 tháng 2 năm 1981  | Siding Spring           | S. J. Bus                                              |
| 24628 -             | 1981 EG3     | 2 tháng 3 năm 1981   | Siding Spring           | S. J. Bus                                              |
| 24629 -             | 1981 EA4     | 2 tháng 3 năm 1981   | Siding Spring           | S. J. Bus                                              |
| 24630 -             | 1981 EZ9     | 1 tháng 3 năm 1981   | Siding Spring           | S. J. Bus                                              |
| 24631 -             | 1981 EB21    | 2 tháng 3 năm 1981   | Siding Spring           | S. J. Bus                                              |
| 24632 -             | 1981 ER24    | 2 tháng 3 năm 1981   | Siding Spring           | S. J. Bus                                              |
| 24633 -             | 1981 EP25    | 2 tháng 3 năm 1981   | Siding Spring           | S. J. Bus                                              |
| 24634 -             | 1981 EX29    | 2 tháng 3 năm 1981   | Siding Spring           | S. J. Bus                                              |
| 24635 -             | 1981 EN42    | 2 tháng 3 năm 1981   | Siding Spring           | S. J. Bus                                              |
| 24636               | 1981 QM2     | 27 tháng 8 năm 1981  | La Silla                | H. Debehogne                                           |
| 24637 Olʹgusha      | 1981 RW4     | 8 tháng 9 năm 1981   | Nauchnij                | L. V. Zhuravleva                                       |
| 24638 -             | 1981 UC23    | 24 tháng 10 năm 1981 | Palomar                 | S. J. Bus                                              |
| 24639 Mukhametdinov | 1982 US6     | 20 tháng 10 năm 1982 | Nauchnij                | L. G. Karachkina                                       |
| 24640 -             | 1982 XW1     | 13 tháng 12 năm 1982 | Kiso                    | H. Kosai, K. Hurukawa                                  |
| 24641 Enver         | 1983 RS4     | 1 tháng 9 năm 1983   | Nauchnij                | L. G. Karachkina                                       |
| 24642 -             | 1984 SA      | 22 tháng 9 năm 1984  | Đài thiên văn Brorfelde | Copenhagen Observatory                                 |
| 24643 MacCready     | 1984 SS      | 28 tháng 9 năm 1984  | Palomar                 | C. S. Shoemaker, E. M. Shoemaker                       |
| 24644 -             | 1985 DA      | 24 tháng 2 năm 1985  | Palomar                 | E. F. Helin                                            |
| 24645 -             | 1985 PF      | 14 tháng 8 năm 1985  | Anderson Mesa           | E. Bowell                                              |
| 24646 -             | 1985 PG      | 14 tháng 8 năm 1985  | Anderson Mesa           | E. Bowell                                              |
| 24647 Maksimachev   | 1985 QL5     | 23 tháng 8 năm 1985  | Nauchnij                | N. S. Chernykh                                         |
| 24648 Evpatoria     | 1985 SG2     | 19 tháng 9 năm 1985  | Nauchnij                | N. S. Chernykh, L. I. Chernykh                         |
| 24649 Balaklava     | 1985 SG3     | 19 tháng 9 năm 1985  | Nauchnij                | N. S. Chernykh, L. I. Chernykh                         |
| 24650               | 1986 QM      | 25 tháng 8 năm 1986  | La Silla                | H. Debehogne                                           |
| 24651               | 1986 QU      | 26 tháng 8 năm 1986  | La Silla                | H. Debehogne                                           |
| 24652               | 1986 QY1     | 28 tháng 8 năm 1986  | La Silla                | H. Debehogne                                           |
| 24653 -             | 1986 RS5     | 3 tháng 9 năm 1986   | Smolyan                 | Bulgarian National Observatory                         |
| 24654 Fossett       | 1987 KL      | 29 tháng 5 năm 1987  | Palomar                 | C. S. Shoemaker, E. M. Shoemaker                       |
| 24655 -             | 1987 QH      | 25 tháng 8 năm 1987  | Palomar                 | S. Singer-Brewster                                     |
| 24656 -             | 1987 QT7     | 29 tháng 8 năm 1987  | La Silla                | E. W. Elst                                             |
| 24657               | 1987 SP11    | 17 tháng 9 năm 1987  | La Silla                | H. Debehogne                                           |
| 24658 -             | 1987 UX      | 18 tháng 10 năm 1987 | Palomar                 | J. Mueller                                             |
| 24659               | 1988 AD5     | 14 tháng 1 năm 1988  | La Silla                | H. Debehogne                                           |
| 24660               | 1988 BH5     | 28 tháng 1 năm 1988  | Siding Spring           | R. H. McNaught                                         |
| 24661 -             | 1988 GQ      | 12 tháng 4 năm 1988  | Kleť                    | A. Mrkos                                               |
| 24662 Gryll         | 1988 GS      | 14 tháng 4 năm 1988  | Kleť                    | A. Mrkos                                               |
| 24663 -             | 1988 PV1     | 12 tháng 8 năm 1988  | Haute Provence          | E. W. Elst                                             |
| 24664 -             | 1988 RB1     | 8 tháng 9 năm 1988   | Đài thiên văn Brorfelde | P. Jensen                                              |
| 24665 Tolerantia    | 1988 RN3     | 8 tháng 9 năm 1988   | Tautenburg Observatory  | F. Börngen                                             |
| 24666 Miesvanrohe   | 1988 RZ3     | 8 tháng 9 năm 1988   | Tautenburg Observatory  | F. Börngen                                             |
| 24667               | 1988 RF4     | 1 tháng 9 năm 1988   | La Silla                | H. Debehogne                                           |
| 24668               | 1988 TV      | 13 tháng 10 năm 1988 | Kushiro                 | S. Ueda, H. Kaneda                                     |
| 24669               | 1988 VV      | 2 tháng 11 năm 1988  | Kushiro                 | S. Ueda, H. Kaneda                                     |
| 24670               | 1988 VA5     | 14 tháng 11 năm 1988 | Kushiro                 | S. Ueda, H. Kaneda                                     |
| 24671 Frankmartin   | 1989 AD7     | 10 tháng 1 năm 1989  | Tautenburg Observatory  | F. Börngen                                             |
| 24672               | 1989 OJ      | 27 tháng 7 năm 1989  | Siding Spring           | R. H. McNaught                                         |
| 24673 -             | 1989 SB1     | 28 tháng 9 năm 1989  | Kitami                  | K. Endate, K. Watanabe                                 |
| 24674 -             | 1989 SZ4     | 16 tháng 9 năm 1989  | La Silla                | E. W. Elst                                             |
| 24675 -             | 1989 TZ      | 2 tháng 10 năm 1989  | Palomar                 | E. F. Helin                                            |
| 24676 -             | 1989 TA4     | 7 tháng 10 năm 1989  | La Silla                | E. W. Elst                                             |
| 24677 -             | 1989 TH7     | 7 tháng 10 năm 1989  | La Silla                | E. W. Elst                                             |
| 24678 -             | 1989 TR11    | 2 tháng 10 năm 1989  | Cerro Tololo            | S. J. Bus                                              |
| 24679 -             | 1989 VR1     | 3 tháng 11 năm 1989  | La Silla                | E. W. Elst                                             |
| 24680 Alleven       | 1989 YE4     | 30 tháng 12 năm 1989 | Siding Spring           | R. H. McNaught                                         |
| 24681 -             | 1989 YE6     | 29 tháng 12 năm 1989 | Haute Provence          | E. W. Elst                                             |
| 24682 -             | 1990 BH      | 22 tháng 1 năm 1990  | Palomar                 | E. F. Helin                                            |
| 24683               | 1990 DV3     | 26 tháng 2 năm 1990  | La Silla                | H. Debehogne                                           |
| 24684 -             | 1990 EU4     | 2 tháng 3 năm 1990   | La Silla                | E. W. Elst                                             |
| 24685 -             | 1990 FQ      | 23 tháng 3 năm 1990  | Palomar                 | E. F. Helin                                            |
| 24686 -             | 1990 GN      | 15 tháng 4 năm 1990  | La Silla                | E. W. Elst                                             |
| 24687 -             | 1990 HW      | 26 tháng 4 năm 1990  | Palomar                 | E. F. Helin                                            |
| 24688               | 1990 KE1     | 20 tháng 5 năm 1990  | Siding Spring           | R. H. McNaught                                         |
| 24689 -             | 1990 OH1     | 20 tháng 7 năm 1990  | Palomar                 | J. Michaud                                             |
| 24690               | 1990 QX5     | 29 tháng 8 năm 1990  | Palomar                 | H. E. Holt                                             |
| 24691               | 1990 RH3     | 14 tháng 9 năm 1990  | Palomar                 | H. E. Holt                                             |
| 24692               | 1990 RO7     | 13 tháng 9 năm 1990  | La Silla                | H. Debehogne                                           |
| 24693 -             | 1990 SB2     | 23 tháng 9 năm 1990  | Palomar                 | B. Roman                                               |
| 24694               | 1990 SZ2     | 18 tháng 9 năm 1990  | Palomar                 | H. E. Holt                                             |
| 24695 -             | 1990 ST4     | 16 tháng 9 năm 1990  | Kleť                    | A. Mrkos                                               |
| 24696 -             | 1990 SC8     | 22 tháng 9 năm 1990  | La Silla                | E. W. Elst                                             |
| 24697 Rastrelli     | 1990 SK28    | 24 tháng 9 năm 1990  | Nauchnij                | G. R. Kastel', L. V. Zhuravleva                        |
| 24698               | 1990 TU4     | 9 tháng 10 năm 1990  | Siding Spring           | R. H. McNaught                                         |
| 24699 Schwekendiek  | 1990 TJ7     | 13 tháng 10 năm 1990 | Tautenburg Observatory  | F. Börngen, L. D. Schmadel                             |
| 24700 -             | 1990 VN5     | 15 tháng 11 năm 1990 | La Silla                | E. W. Elst                                             |